# タガログ語版ウィキペディア
タガログ語版ウィキペディア（タガログごばんウィキペディア、Tagalog na Wikipedia
）はタガログ語により記事が執筆され、ウィキメディア財団によって運営されるウィキペディアである。2003年 12月に始まり、2018年2月の時点で約86,000項目の記事を有する。

## 歴史
- 2003年12月 開設
- 2005年6月頃 記事数1,000項目到達[1]
- 2007年10月20日 記事数10,000項目到達（Bantayan, Cebu、バンタヤン（英語版） ）
- 2007年4月22日 記事数20,000項目到達（Anak ng tao、人の子（英語版） ）
- 2010年7月20日 記事数30,000項目到達（Charlottenburg-Wilmersdorf、シャルロッテンブルク＝ヴィルマースドルフ区）
- 2010年10月25日 記事数40,000項目到達（1714 Sy、サイ (小惑星)（英語版））

## 関連するプロジェクト
タガログ語が話されているフィリピンでは、タガログ語以外にも多くの言語が話され、それらの言語においてもウィキペディアが開設されている。
- ビコール語 - 標準ビコール語版ウィキペディア（bcl:）
- チャバカノ語 - サンボアンガ・チャバカノ語版ウィキペディア（cbk-zam:）
- セブアノ語 - セブアノ語版ウィキペディア（ceb:）
- イロカノ語 - イロカノ語版ウィキペディア（ilo:）
- パンパンガ語 - パンパンガ語版ウィキペディア（pam:）
- パンガシナン語 - パンガシナン語版ウィキペディア（pag:）
- ワライ語 - ワライ語版ウィキペディア（war:）
- フィリピン語 - フィリピン語版ウィキペディア（仮運用中、incubator:Wp/fil）
- タウスグ語 - タウスグ語版ウィキペディア（仮運用中、incubator:Wp/tsg）
- キナライア語 - キナライア語版ウィキペディア（仮運用中、incubator:Wp/krj）
- ヒリガイノン語 - ヒリガイノン語版ウィキペディア（仮運用中、incubator:Wp/hil）
- マラナオ語 - マラナオ語版ウィキペディア（仮運用中、incubator:Wp/mrw）

また、タガログ語ではウィキペディア以外にも、ウィクショナリーが開設されている。（タガログ語版ウィクショナリー）

## 参照
1. ↑  ウィキペディア-多言語版の統計（タガログ語版）